# Fauna Hodel
Fauna Hodel (1º agosto 1951 – 13 settembre 2017) è stata una scrittrice statunitense nota per avere scritto il best seller One Day She'll Darken: The Mysterious Beginnings of Fauna Hodel.

## Biografia
È nata da una relazione tra uno sconosciuto e Tamar Nais Hodel, figlia di George Hills Hodel, noto per essere il sospettato dell'uccisione di Elizabeth Short, conosciuta con l'appellativo di Dalia Nera, e collegato al caso dal suo stesso figlio, Steve Hodel. Dopo la sua nascita, la madre diede Fauna Hodel in adozione a una coppia di neri, una domestica e un lustrascarpe – Homer e Jimmie Faison – dichiarando che era una mulatta: pensava infatti che la bambina sarebbe stata meglio accettata da afroamericani; Fauna crebbe nella città di Sparks senza sapere niente delle sue origini. Solo quando, verso la metà degli anni Sessanta, ha trovato il suo certificato di nascita che la madre teneva nascosto, ha deciso di rintracciare la sua vera famiglia.
Nel 2008, Fauna Hodel ha pubblicato il memoir One Day She'll Darken. Nel 1990, è stata annunciata alla stampa la realizzazione di un film basato sul romanzo, Pretty Hattie's Baby, diretto da Ivan Passer. Il film, che vedeva protagoniste Alfre Woodard e Jill Clayburgh, non è stato distribuito.
Il libro è stato ripubblicato nel 2019 da Graymalkin Media: al suo interno è stato aggiunto un inserto fotografico di otto pagine della collezione personale di Fauna Hodel. La storia di Fauna Hodel ha ispirato I Am the Night, miniserie televisiva in sei episodi con Chris Pine e India Eisley, per la regia di Patty Jenkins.
La serie è stata presentata in anteprima su TNT il 28 gennaio 2019.

## Opere
One Day She'll Darken: The Mysterious Beginnings of Fauna Hodel,  Outskirts Press, 2008, poi Graymalkin Media, 2019